# Asger Jorn
Asger Oluf Jørgensen, más conocido como Asger Jorn (Vejrum, Jutlandia, 3 de marzo de 1914-Aarhus, 1 de mayo de 1973) fue un artista danés.

## Biografía
Jorn nació el 3 de marzo de 1914 en Vejrum, en la parte occidental de Jutlandia. Sus padres eran profesores y, tras la temprana muerte de su padre, su madre Maren se trasladó a Silkeborg con sus seis hijos. Jorn asistió a la escuela, se unió a los boy scouts y su asociación con el sindicalista Christian Christensen agudizó su compromiso político. Era hermano del también artista Jørgen Nash.

## Trayectoria
En 1936, Jorn llegó a París para incorporarse a la Academia contemporánea de Fernand Léger. De 1937 a 1942, estudió en la Real Academia Danesa de Bellas Artes de Copenhague. Más tarde, durante la ocupación nazi de Dinamarca, Jorn fue un comunista activo dentro de la resistencia y participó en el grupo artístico Høst. Después del final de la ocupación, las posibilidades de libre pensamiento crítico en el medio comunista se volvieron más limitadas, debido a la autoridad política, más centralizada. Jorn lo encontró inaceptable y rompió con el Partido Comunista Danés aunque siguió siendo comunista toda su vida.
En 1945 se unió a los surrealistas revolucionarios. Fue uno de los fundadores del movimiento Cobra. Su primera exposición personal parisina tiene lugar en la Galería Breteau en 1948. escribe poesías y ensayos sobre el arte (Teoría orgánica del arte).
Jorn regresa a Dinamarca en 1951 y emprende un intenso trabajo de cerámica en 1953. Jorn se instaló en Albisola (Italia) en 1954.
En 1957, la Internacional Letrista, en la que participaba, se fusionó con el MIBI (Movimiento Internacional para un Bauhaus Imaginista), y el Comité Psicogeográfico de Londres (London Psychogeographical Association), para formar la Internacional Situacionista. Sobre el 28 de julio de 1957 se fusionaron con el Movimiento Internacional Para Un Bauhaus Imaginista y la London Psychogeographical Association para formar la Internacional Situacionista.
En 1961, abandonó la Internacional Situacionista para fundar el Instituto Escandinavo para el Vandalismo Comparativo, donde se centró en los estudios de la cultura nórdica iniciados décadas antes.
Jorn consideraba única la cultura nórdica por abarcar muchas contradicciones y ambigüedades y la contraponía a la tradición del sur de Europa, porque tomaba como punto de partida las imágenes antes que las palabras.
Jorn luchó a favor de una libertad total del arte. Realizó una obra múltiple, pintura, collage, escritura, tapices, escultura, en los últimos años de su vida, cerámica, y una obra valiosa sobre papel (grabados, litografías, dibujos, ilustraciones de libros). Jorn pone también su arte al servicio de una rebelión contra lo sagrado. Publicó ‘’El lenguaje verde y la borrachera‘’ en 1968, un panfleto contra el estructuralismo.
A lo largo de su carrera artística produjo más de 2.500 pinturas, grabados, dibujos, cerámicas, esculturas, ilustración de libros, collages, décollages, y colaboró en el diseño de tapices.
Jorn murió en 1973 en Aarhus (Dinamarca).

## Premios y reconocimientos
Fue condecorado con la Orden de la Gran Gidouille. Orden de los patafísicos, "la ciencia de las soluciones imaginarias".
En 1964 fue galardonado con un Premio Guggenheim. Premio que fue rechazado por Jorn con un telegrama enviado desde París.
Su pintura está representada en los más importantes museos de arte moderno de todo el mundo, entre ellos, la Tate Modern británica, el MoMa y el Guggenheim, de Nueva York,
En España podemos ver dos de sus obras en el Museo Reina Sofía de Madrid.